# Загальноосвітня школа № 17 імені Н. Г. Неленя (Кременчук)
Кременчу́цький ліцей № 17 "Вибір" і́мені Н. Г. Не́леня — ліцей № 17, розташований у Кременчуці. Спеціалізований ліцей іноземної та української філології, математичного профілів. Заклад освіти, що забезпечує реалізацію права громадян на здобуття повної загальної середньої освіти

## Історія
Активну участь у будівництві ліцею №17 брав Микола Гаврилович Нелень, ім’я якого увічнено на барельєфі біля входу в ліцей і в пам'яті вдячних учнів. Ставши першим директором, він 28 років свого життя без залишку віддав нашому ліцею. Перші вчителі ліцею №17 на чолі з Миколою Гавриловичем Неленем почали прокладати для учнів дорогу в доросле життя. Віддаючи всю душу і серце вони несли знання своїм учням. Логвін Володимир Олександрович – директор ліцею з 1993 по 2006 рік, автор концепції:«Створення оптимальних стартових умов для успішного самовизначення учнів»
У 1964 році в будівлі житлового будинку по вулиці Молодіжній, розмістилося 112 учнів.
5 жовтня 1965 року відбулося відкриття ліцею № 17 і перші 192 учні сіли за парти.
У 1993 році був побудований другий корпус ліцею № 17. Тепер вона змогла прийняти в свої стіни ще більше учнів.
2 жовтня 1993 року рішенням Кременчуцької міської Ради школі присвоєно ім'я Н. Г. Неленя.

## Галерея

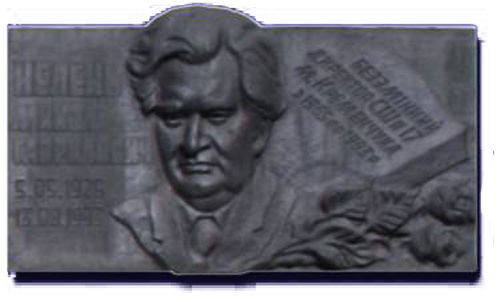
барельєф біля входу
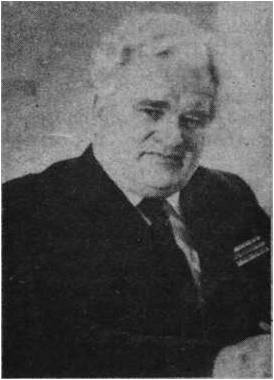
Перший директор
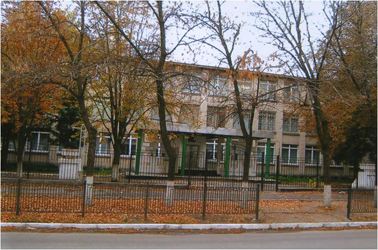
Старий корпус СШ №17, у якому зараз навчаються учні молодших  класів